# 土岐胤倫
土岐 胤倫（とき たねとも）は、戦国時代から安土桃山時代にかけての武士。

## 概要
兄・土岐治綱が若くして死去したため、幼少の甥・土岐頼英の代わりに家臣に推されて当主となり常陸国江戸崎城（現在の茨城県稲敷市）に居を構えた。しかし、佐竹氏との抗争に敗れて常陸国龍ヶ崎城（現在の茨城県龍ヶ崎市）に移住した。小田原征伐後は浪人となり慶長4年（1599年）3月28日に死去した。